# John La Montaine
John Maynard La Montaine, er benutzte später die Schreibweise LaMontaine (* 17. März 1920 in Oak Park (Illinois); † 29. April 2013 in Hollywood), war ein US-amerikanischer Komponist und Pianist.

## Leben
John La Montaine studierte 1935 bis 1938 am American Conservatory in Chicago, anschließend bis 1942 an der Eastman School of Music in Rochester bei Howard Hanson und Bernard Rogers. 1942 bis 1946 leistete er Militärdienst bei der US Navy, danach folgten Studien an der Juilliard School bei Bernard Wagenaar und bei Nadia Boulanger am American Conservatory in Fontainebleau. Als Pianist begleitete er in den späten 1940er-Jahren die Sängerinnen Mary Garden und Maggie Teyte. 1950 bis 1954 war er Pianist und Celestaspieler im NBC Symphony Orchestra unter Arturo Toscanini.
1959 erhielt La Montaine für sein 1. Klavierkonzert „In Time of War“ den Pulitzer Prize of Music (Solist der Uraufführung 1958 war Jorge Bolet), zudem 1959/60 zwei Guggenheim Fellowships. 1962 war er Composer-in-residence der American Academy in Rom. Zeitweilig (1961 und 1964/65) lehrte er selbst an der Eastman School of Music, 1968 an der University of Utah.

## Werk
La Montaine schuf Bühnenwerke, Orchestermusik (darunter 4 Klavierkonzerte), Klavier- und Kammermusik, zwei Opern und zahlreiche Vokalwerke. Die Overture: From Sea to Shining Sea entstand 1961 als Auftragswerk zur Amtseinführung John F. Kennedys.
Im Werk von La Montaine finden sich Einflüsse mittelalterlicher Musik, des Serialismus, dem Volkslied und dem Jazz. In einigen Werken verarbeitete er Vogelstimmen, so in Birds of Paradise für Klavier und Orchester (1964), Missa Naturae für Sprecher, Chor und Orchester (1966) und Wilderness Journal für Bassbariton, Orgel und Orchester (1972).